# Stillfröjordloppa
Stillfröjordloppa (Psylliodes tricolor) är en skalbaggsart som beskrevs av Julius Weise 1888. Stillfröjordloppa ingår i släktet Psylliodes, och familjen bladbaggar. Enligt den finländska rödlistan är arten sårbar i Finland. Enligt den svenska rödlistan är arten nära hotad i Sverige. Arten förekommer i Götaland, Gotland och Öland. Arten har tidigare förekommit i Svealand men är numera lokalt utdöd. Artens livsmiljö är ruderatmarker, vägrenar och banvallar.